# 柏林汉斯·艾斯勒音乐学院
柏林汉斯·艾斯勒音乐学院（Hochschule für Musik Hanns Eisler Berlin）位于德国柏林，是欧洲的音乐学院之一。
学校的前身为1950年成立于东柏林的德意志音乐学院（Deutsche Hochschule für Musik），而历史更久的柏林音乐学院（Hochschule für Musik Berlin，现柏林艺术大学）位于西柏林。1964年，学校为纪念逝世的本校教授、作曲家汉斯·艾斯勒，更改为现名。

## 人物

### 知名校友
- 弗拉基米尔·米哈伊洛维奇·尤洛夫斯基
- 老锣

### 知名讲师
- 汉斯·艾斯勒
- 基东·克雷默
- 鲍里斯·佩尔加门席科夫

### 荣誉顾问
- 丹尼尔·巴伦博伊姆（1994年）
- 克劳迪奥·阿巴多（1997年）
- 沃尔夫冈·里姆（2000年）
- 西蒙·拉特尔（2005年）